# Lijst van spoorwegstations in het Verenigd Koninkrijk - Y
Dit is een lijst van spoorwegstations in het Verenigd Koninkrijk waarvan de naam begint met een Y.
| Station         | Code | Graafschap/ County/ City | District         | Beheerder                    | Passagiers in/uit 2004-2005 (mln) | Passagiers in/uit 2005-2006 (mln) | Passagiers in/uit 2006-2007 (mln) | Passagiers in/uit 2007-2008 (mln) | Passagiers in/uit 2008-2009 (mln) |
| --------------- | ---- | ------------------------ | ---------------- | ---------------------------- | --------------------------------- | --------------------------------- | --------------------------------- | --------------------------------- | --------------------------------- |
| Yalding         | YAL  | Kent                     | Maidstone        | Southeastern                 | 0,028                             | 0,03                              | 0,03                              | 0,034                             | 0,029                             |
| Yardley Wood    | YRD  | West Midlands            | Birmingham       | West Midland Trains          | 0,148                             | 0,144                             | 0,161                             | 0,16                              | 0,352                             |
| Yarm            | YRM  | Stockton-on-Tees         | Stockton-on-Tees | First TransPennine Express   | 0,098                             | 0,097                             | 0,1                               | 0,113                             | 0,12                              |
| Yate            | YAE  | South Gloucestershire    |                  | Great Western Railway        | 0,128                             | 0,168                             | 0,199                             | 0,217                             | 0,24                              |
| Yatton          | YAT  | North Somerset           |                  | Great Western Railway        | 0,247                             | 0,257                             | 0,283                             | 0,317                             | 0,339                             |
| Yeoford         | YEO  | Devon                    | Mid Devon        | Great Western Railway        | 0,007                             | 0,007                             | 0,008                             | 0,007                             | 0,008                             |
| Yeovil Junction | YVJ  | Somerset                 | South Somerset   | South West Trains            | 0,174                             | 0,193                             | 0,195                             | 0,209                             | 0,216                             |
| Yeovil Pen Mill | YVP  | Somerset                 | South Somerset   | Great Western Railway        | 0,099                             | 0,099                             | 0,103                             | 0,105                             | 0,111                             |
| Yetminster      | YET  | Dorset                   | West Dorset      | Great Western Railway        | 0,006                             | 0,006                             | 0,007                             | 0,006                             | 0,006                             |
| Ynyswen         | YNW  | Rhondda Cynon Taf        |                  | Transport for Wales          | 0,008                             | 0,007                             | 0,009                             | 0,009                             | 0,013                             |
| Yoker           | YOK  | West Dunbartonshire      |                  | ScotRail                     | 0,093                             | 0,107                             | 0,11                              | 0,114                             | 0,139                             |
| York            | YRK  | York                     |                  | London North Eastern Railway | 5,796                             | 6,148                             | 6,363                             | 6,534                             | 6,802                             |
| Yorton          | YRT  | Shropshire               | North Shropshire | Transport for Wales          | 0,006                             | 0,005                             | 0,006                             | 0,007                             | 0,009                             |
| Ystrad Mynach   | YSM  | Caerphilly               |                  | Transport for Wales          | 0,21                              | 0,214                             | 0,222                             | 0,258                             | 0,258                             |
| Ystrad Rhondda  | YSR  | Rhondda Cynon Taf        |                  | Transport for Wales          | 0,049                             | 0,042                             | 0,049                             | 0,073                             | 0,079                             |

A · 
B · 
C · 
D · 
E · 
F · 
G · 
H · 
I · 
J · 
K · 
L · 
M · 
N · 
O · 
P · 
Q · 
R · 
S · 
T · 
U · 
V · 
W · 
X · 
Y · 
Z

Alle stations (sorteerbaar)